# بيدرو غيلبرتو فارغاس
بيدرو غيلبرتو فارغاس (بالإسبانية: Pedro Gilberto Vargas)‏ هو لاعب كرة قدم مكسيكي، ولد في 20 نوفمبر 1991 في سيوداد ماديرو في المكسيك. لعب مع نادي تشياباس.